# Thomas Costa Freté
Thomas Costa Freté, tidigare Rogerstam, född 22 februari 1972, är en svensk författare och animatör.
Han utbildade sig till konstnär på Konsthögskolan i Malmö (1993–1998) och på Fri konst & Nya media vid Göteborgs universitet (1998-1999) men har sedan 2000 huvudsakligen arbetat med reklam och filmproduktion. 2016 regisserade och animerade han stop motion-filmen ”Afterlife Crisis”. Filmen blev ingen succé. 2021 gav han ut diktsamlingen ”Smuts Illustrated” och senare under året färdigställde han kortfilmen ”The Power of Love”. Filmen ljudlades och fick musik av kompositören Pär Davidsson och medverkade på ett flertal filmfestivaler runt om i världen. Den vann pris för bästa musik på Pixel filmfestival och för bästa animerade film på Reel Love film festival. 2022 gav han ut novellsamlingen ”Ouvertyr och andra sagor för nästan vuxna” med samma tecknade karaktärer som är med i ”The Power of Love” och ”Looped”. 

## Filmografi
- 2016 – Afterlife Crisis
- 2021 – The Power of Love
- 2022 – Peeping Thomas
- 2023 – Looped